# جيوفري ويست
جيوفري ويست (بالإنجليزية: Geoffrey West)‏ هو فيزيائي بريطاني، ولد في 15 ديسمبر 1940 في تونتون (المملكة المتحدة) في المملكة المتحدة.